# Condado de Pardo Bazán

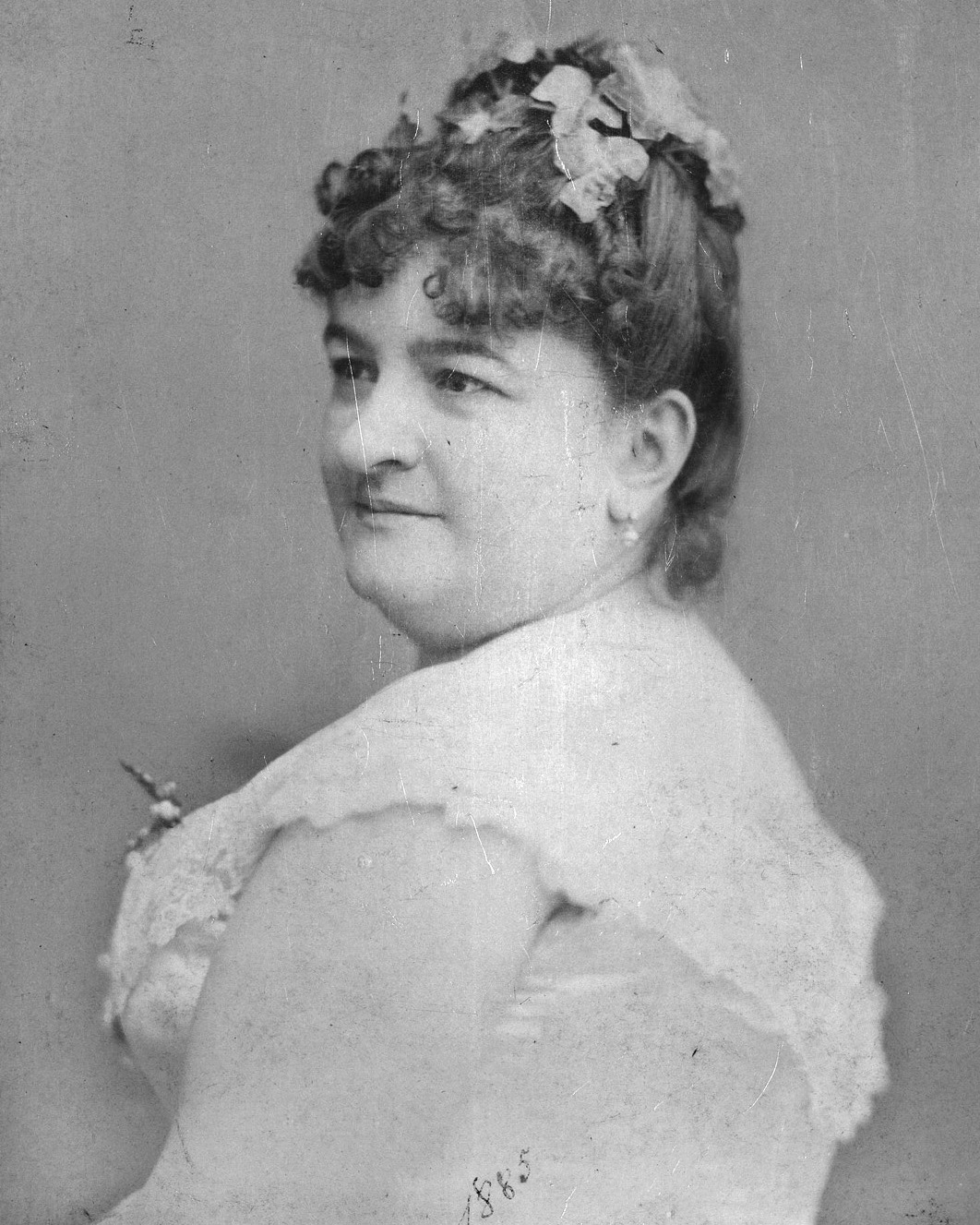
Emilia Pardo Bazán, I condesa de Pardo Bazán.

El condado de Pardo Bazán es un título nobiliario español creado en primera instancia el 13 de junio de 1871 por concesión del Vaticano por breve pontifício del papa Pío IX en favor de José Pardo Bazán y Mosquera, en reconocimiento de su defensa en las Cortes de los intereses de la Iglesia católica con su oposición a las medidas desamortizadoras, y reconocido al año siguiente por el rey Amadeo I de España por real despacho de 3 de febrero de 1872, para resultar definitivamente reconocido por la monarquía española, en favor de su hija, la escritora Emilia Pardo Bazán, por Real Decreto de 16 de mayo de 1908 y del 30 de junio de 1908 por el rey Alfonso XIII de España. El 27 de mayo de 1916, se cambió la denominación de este título por la de «condado de Torre de Cela», si bien, en 1979, volvió a su antiguo nombre «condado de Pardo Bazán», denominación en vigor.

## Denominación
Su nombre hace referencia a los primeros apellidos de la primera titular y de su padre el primer titular pontifício. Su antiguo nombre hace referencia a la Torre de Cela, ubicada en Cela, en Otero de Rey, en la provincia de Lugo.

## Condes de Pardo Bazán/Torre de Cela
|                               | Titular                                               | Periodo                   |
| Creación por Alfonso XIII     | Creación por Alfonso XIII                             | Creación por Alfonso XIII |
| Condes de Pardo Bazán         | Condes de Pardo Bazán                                 | Condes de Pardo Bazán     |
| ----------------------------- | ----------------------------------------------------- | ------------------------- |
| I                             | Emilia Pardo Bazán                                    | 1908-1916                 |
| Condes de Torre de Cela       |                                                       |                           |
| Denominación de Alfonso XIII  |                                                       |                           |
| I                             | Emilia Pardo Bazán                                    | 1916-1919                 |
| II                            | Jaime Quiroga y Pardo Bazán                           | 1919-1936                 |
| III                           | María de las Nieves (Blanca) de Quiroga y Pardo-Bazán | 1951-1970                 |
| IV                            | José Carlos Colmeiro y Laforet                        | 1977-1980                 |
| Condes de Pardo Bazán         |                                                       |                           |
| Denominación de Juan Carlos I |                                                       |                           |
| IV                            | José Carlos Colmeiro y Laforet                        | 1980-1988                 |
| V                             | María del Carmen Colmeiro y Rojo                      | 1988-actual titular       |

## Historia de los condes de Pardo Bazán/Torre de Cela
- Emilia Pardo Bazán[4] (1851-1921), I condesa de Pardo Bazán. Este título cambió su denominación por el de «condado de Torre de Cela» el 27 de mayo de 1916, por lo que fue I condesa de Torre de Cela. En 1916 solicitó y obtuvo la sucesión como II condesa pontificia de Pardo Bazán, título pontificio que había usado su padre.

Casó con José Antonio de Quiroga y Pérez de Deza. Le sucedió, por cesión el 21 de julio de 1919, su hijo:

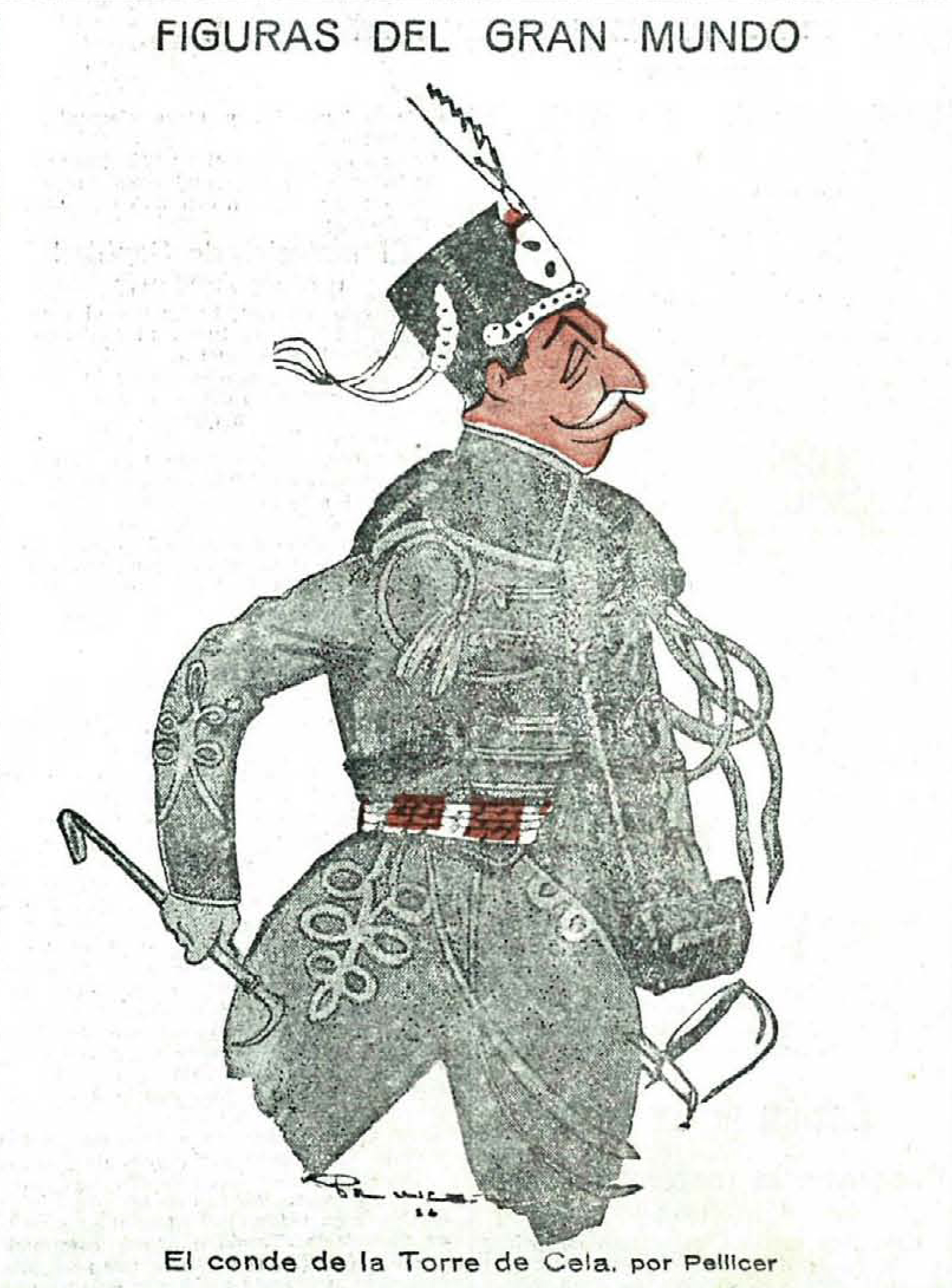
«Figuras del gran mundo. El conde de la Torre de Cela». De Pellicer (El Imparcial, 1924)

- Jaime de Quiroga y Pardo Bazán (1876-1936), II conde de Torre de Cela.

Casó con Manuela Esteban-Collantes y Sandoval. En 2 de marzo de 1951, le sucedió su hermana:
- María de las Nieves (Blanca) de Quiroga y Pardo-Bazán (1878-1970), III condesa de Torre de Cela.

Casó en el pazo de Meirás el 24 de octubre de 1910 con José Cavalcanti de Alburquerque y Padierna de Villapadierna, I marqués de Cavalcanti y I conde de Taxdirt. Sin descendientes. En 14 de julio de 1977, le sucedió:
- José Carlos Colmeiro y Laforet (m. 1988),[6] IV conde de Torre de Cela, desde 14 de julio de 1977 hasta 17 de enero de 1980, en que se adopta la denominación original de «condado de Pardo Bazán», IV conde de Pardo Bazán, hijo de Manuel Colmeiro Rey y de su esposa Ángela Laforet Cividanes, nieto paterno de Bernardino Colmeiro Conde y de su esposa Adelaida Rey Mosquera, a su vez hija de Juan Antonio José Rey Perfume y de su esposa Joaquina María de los Dolores Micaela Gregoria Mosquera y Ribera, la abuela paterna de Emilia Pardo Bazán.[7]

Casó en 1935 con María del Carmen Rojo del Río, de quien tuvo cinco hijas. En 24 de noviembre de 1988, le sucedió su hija mayor:
- María del Carmen Colmeiro y Rojo, V condesa de Pardo Bazán.[2]

Casó con Fructuoso Enríquez Moure.